# Ewen Bremner
Ewen Bremner (Edimburgo, 23 gennaio 1972) è un attore britannico.

## Biografia
Figlio di due insegnanti d'arte, frequentava la Davidsons Mains Primary School e la Portobello High School. Inizialmente voleva diventare un clown da circo, ma entrò poi nello show-business in seguito ad una possibilità offertagli dal regista televisivo Richard D. Brooks. Debuttò interpretando piccole parti sia per la televisione che per il cinema, alternando ruoli drammatici e comici, ma sono stati proprio questi ultimi a consentirgli la fama.
È noto soprattutto per aver interpretato il ruolo del simpatico e sfortunato Spud nel film Trainspotting di Danny Boyle, ispirato all'omonimo romanzo di Irvine Welsh, al fianco di Ewan McGregor e Robert Carlyle. Da giovane, a teatro, aveva interpretato il personaggio di McGregor, nello spettacolo Trainspotting.
Bremner ha offerto altre interpretazioni importanti in Pearl Harbor, in Black Hawk Down e in Il cacciatore di giganti. In più è stato scelto per interpretare ruoli in alcuni film di Woody Allen. Nel 2018, ha partecipato al BAFICI a Buenos Aires, sviluppando parte del suo lavoro come attore cinematografico. 

## Filmografia

### Cinema
- Heavenly Pursuits, regia di Charles Gormley (1986)
- The Fool, regia di Christine Edzard (1990)
- As You Like It, regia di Christine Edzard (1992)
- Naked - Nudo (Naked), regia di Mike Leigh (1993)
- Prince of Jutland, regia di Gabriel Axel (1994)
- Dredd - La legge sono io (Judge Dredd), regia di Danny Cannon (1995)
- The Phoenix and the Magic Carpet, regia di Zoran Perišić (1995)
- Trainspotting, regia di Danny Boyle (1996)
- Rhinoceros Hunting in Budapest, regia di Michael Haussman (1997)
- Soho (Mojo), regia di Jez Butterworth (1997)
- The Life of Stuff, regia di Simon Donald (1997)
- The Acid House, episodio di The Acid House, regia di Paul McGuigan (1998)
- Julien Donkey-Boy, regia di Harmony Korine (1999)
- Paranoid, regia di John Duigan (2000)
- Snatch - Lo strappo (Snatch), regia di Guy Ritchie (2000)
- Pearl Harbor, regia di Michael Bay (2001)
- Black Hawk Down, regia di Ridley Scott (2001)
- Fancy Dancing, regia di Brock Simpson (2002)
- The Reckoning - Percorsi criminali (The Reckoning), regia di Paul McGuigan (2002)
- Skaggerak, regia di Søren Kragh-Jacobsen (2003)
- 16 Years of Alcohol, regia di Richard Jobson (2003)
- Il tesoro dell'Amazzonia (The Rundown), regia di Peter Berg (2003)
- Il giro del mondo in 80 giorni (Around the World in 80 Days), regia di Frank Coraci (2004)
- Alien vs. Predator (AVP: Alien vs. Predator), regia di Paul W. S. Anderson (2004)
- Match Point, regia di Woody Allen (2005)
- Marvelous, regia di Síofra Campbell (2006)
- Funeral Party (Death at a Funeral), regia di Frank Oz (2007)
- Hallam Foe, regia di David Mackenzie (2007)
- Tutti pazzi per l'oro (Fool's Gold), regia di Andy Tennant (2008)
- Faintheart, regia di Vito Rocco (2008)
- Mediator, regia di Dito Tsintsadze (2008)
- The Zero Sum, regia di Raphael Assaf (2009)
- Incontrerai l'uomo dei tuoi sogni (You Will Meet a Tall Dark Stranger), regia di Woody Allen (2010)
- Perfect Sense, rhea di David Mackenzie (2011)
- Grandi speranze (Great Expectations), regia di Mike Newell (2012)
- Il cacciatore di giganti (Jack the Giant Slayer), regia di Bryan Singer (2013)
- Snowpiercer, regia di Bong Joon-ho (2013)
- Skumringslandet, regia di Paul Magnus Lundø (2014)
- Exodus - Dei e re (Exodus: Gods and Kings), regia di Ridley Scott (2014)
- S.O.S. Natale (Get Santa), regia di Christopher Smith (2014)
- T2 Trainspotting, regia di Danny Boyle (2017)
- Wonder Woman, regia di Patty Jenkins (2017)
- Renegades - Commando d'assalto (Renegades), regia di Steven Quale (2017)
- Gutterbee, regia di Ulrich Thomsen (2019)
- First Cow, regia di Kelly Reichardt (2019)

### Cortometraggi
- The Riveter, regia di Michael Caton-Jones (1986)
- Meat, regia di Aleksandra Lech (1990)
- Skin, regia di Vincent O'Connell (1995)
- Masculine Mescaline, regia di Gary Love (1996)
- Dead London, regia di Thomas Napper (1996)
- Carnival Sun, regia di Peter J. Nieves (2003)
- Keep Right, regia di Tim Godsall (2004)
- The Clear Road Ahead, regia di Ian Rickson (2012)
- Drone, regia di Daniel Jewel (2013)
- Exchange and Mart, regia di Martin Clark  e Cara Connolly (2014)
- Carousel, regia di Kal Weber (2015)
- My Milonga, regia di Clark Middleton (2015)

### Televisione
- Conquest of the South Pole – film TV, regia di Gillies MacKinnon (1989)
- Taggart – serie TV, episodio 5x04 (1990)
- Forget About Me – film TV, regia di Michael Winterbottom (1990)
- Screen Two – serie TV, episodio 7x10 (1991)
- Jack Frost (A Touch of Frost) – serie TV, episodio 2x03 (1994)
- The Inspector Alleyn Mysteries – serie TV, episodio 2x02 (1994)
- Metropolitan Police (The Bill) – serie TV, episodi 10x116-12x19 (1994-1996)
- Aristophanes: The Gods Are Laughing – film TV, regia di Coky Giedroyc (1995)
- Ruffian Hearts – film TV, regia di David Kane (1995)
- Harry Enfield & Chums – serie TV, 5 episodi (1997)
- Deacon Brodie – film TV, regia di Philip Saville (1997)
- The Secret World of Michael Fry – miniserie TV, 2 episodi (2000)
- Bye Bye Baby – film TV, regia di Edward Bennett (2000)
- Langt fra Las Vegas – serie TV, episodio 1x11 (2001)
- Surrealissimo: The Scandalous Success of Salvador Dali – film TV, regia di Richard Curson Smith (2001)
- Coming Up – serie TV, episodio 2x01 (2004)
- Elizabeth I – miniserie TV, 2 episodi (2005)
- The Virgin Queen – miniserie TV, 2 episodi (2006)
- The Lost Room – miniserie TV, 2 episodi (2006)
- My Name Is Earl – serie TV, episodio 4x12 (2008)
- Spooks – serie TV, episodio 8x06 (2009)
- The Day of the Triffids – miniserie TV, 1 episodio (2009)
- One Night in Emergency – film TV, regia di Michael Offer (2010)
- Strike Back – serie TV, episodi 1x05-1x06 (2010)
- Moving On – serie TV, episodio 2x04 (2010)
- Page Eight – film TV, regia di David Hare (2011)
- Blackout – miniserie TV, 1 episodio (2012)
- Them from That Thing – miniserie TV, 1 episodio (2012)
- Accused – serie TV, episodio 2x04 (2013)
- Turks & Caicos – film TV, regia di David Hare (2014)
- In guerra tutto è concesso (Salting the Battlefield) – film TV, regia di David Hare (2014)
- A Poet in New York – film TV, regia di Aisling Walsh (2014)
- Banished – miniserie TV, 7 episodi (2015)
- Houdini & Doyle – miniserie TV, 1 episodio (2016)
- Will – serie TV, 10 episodi (2017)

## Riconoscimenti
- 1997 – Empire Awards
  - Miglior debutto per Trainspotting
- 2002 – Phoenix Film Critics Society Awards
  - Candidatura al miglior cast per Black Hawk Down

## Doppiatori italiani
Nelle versioni in italiano delle opere in cui ha recitato, Ewen Bremner è stato doppiato da:
- Roberto Gammino in Trainspotting, Snatch - Lo strappo, Pearl Harbor, T2 Trainspotting, Renegades - Commando d'assalto
- Corrado Conforti in Black Hawk Down, Page Eight, Il cacciatore di giganti, Turks & Caicos
- Nanni Baldini in Il giro del mondo in 80 giorni, Match Point
- Luigi Ferraro in The Reckoning - Percorsi criminali, Alien vs. Predator
- Fabrizio Vidale in Incontrerai l'uomo dei tuoi sogni
- Christian Iansante in Funeral Party
- Simone Mori in Dredd - La legge sono io
- Tony Sansone in The Acid House
- David Chevalier in Paranoid
- Gianfranco Miranda in Tutti pazzi per l'oro
- Mauro Gravina in Elizabeth I
- Edoardo Nevola in Snowpiercer
- Daniele Giuliani in Exodus - Dei e re
- Antonio Palumbo in Wonder Woman